# 吉祥寺駅構内ビラ配布事件
吉祥寺駅構内ビラ配布事件（きちじょうじえきこうないビラはいふじけん）は1976年5月に発生した事件。駅管理者の許可を得ない駅構内におけるビラ配布行為を禁じた鉄道営業法が表現の自由を規定した日本国憲法第21条に違反するかが注目された。

## 概要
1976年5月4日午後6時半ころから、団体役員ら4人は東京都武蔵野市の日本国有鉄道中央本線吉祥寺駅南口1階の階段付近で、駅員の承諾を受けずに多数の乗降客、通行人らに「5.5狭山闘争勝利武蔵の三鷹集会に結集しよう！」と題したビラ多数を配布しながら同時に携帯用拡声器で呼びかけ、同駅の管理者からの退去要請を無視して同駅構内に滞留したため、鉄道営業法第35条違反及び不退去罪で起訴された。
1982年11月9日に東京地方裁判所八王子支部で被告ら4人に科料3000円や罰金1万円の有罪判決が言い渡された。1984年1月23日に東京高等裁判所は控訴を棄却した。
1984年12月18日に最高裁判所第三小法廷は「駅構内で、駅員の許可を受けずにビラ多数を配布、演説を続ける行為について鉄道営業法を適用、処罰することは、憲法に違反しない」との判断を示し、4人の被告の有罪が確定した。なお伊藤正己最高裁判所裁判官は「本件行為が行われた場所は駅舎の一部だが、駅前広場のような場所はその状況によっては『パブリック・フォーラム』の性格を強く持つことがあり、このような場所にそこでのビラ配布行為を鉄道営業法違反で処罰することは、憲法に違反する疑いが強い」との補足意見を述べた。